# Кантон Билијеме (Верчели)
Кантон Билијеме је насеље у Италији у округу Верчели, региону Пијемонт.
Према процени из 2011. у насељу је живело 252 становника. Насеље се налази на надморској висини од 127 м.